# Santa Maria d'Igualada
Santa Maria d'Igualada o l'Església Gran és una basílica del municipi d'Igualada (Anoia). És el conjunt historicoartístic més important de la capital anoienca. Els primers pobladors d'Igualada es van establir, al voltant de l'any mil, a l'àrea on hi ha l'actual basílica, on es trobava la cruïlla de camins que unien Barcelona amb Aragó i la Catalunya Nova amb la Catalunya Vella. Tot i que els orígens de l'església es remunten a principis del segle xi, la major part de l'edifici actual és del segle xvii. És un edifici declarat bé cultural d'interès nacional.

## Descripció
L'església, d'uns 1.200 m²., consta d'una sola nau, de sis trams i absis, amb cor alt als peus i capelles laterals. Les capelles s'obren a la nau en arcs de mig punt amb diverses motllures d'influència clàssica. Els espais del mur entre les capelles estan decorats amb pilastres que s'aixequen fins a l'arrencada de la volta. En la part exterior les capelles estan separades i continuades per murs o contraforts amb gàrgoles. L'absis és de planta rectangular i s'uneix a la nau per un arc triomfal de mig punt. Les cornises i motllures són renaixentistes, però les voltes són de tradició gòtica, més familiars als nostres constructors. Els elements que configuren l'església són el resultat de diferents etapes constructives i, per tant, responen a diverses influències estètiques.

### Cos central

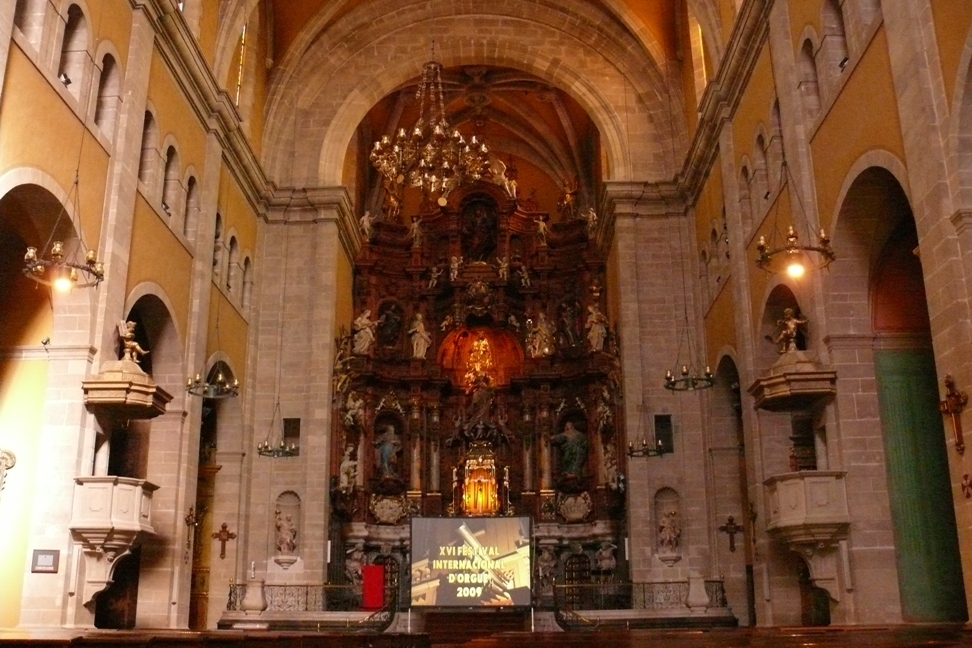
Interior del temple, amb el retaule major, durant el Festival Internacional d'Orgue de 2009

La planta de Santa Maria és d'una sola nau. Té una estructura pròpia del renaixement català, que es caracteritza per l'austeritat formal. N'és una mostra el tractament estètic auster de la façana, en què només destaca la rosassa, com també les parets dels costats, on la uniformitat tan sols queda trencada pels finestrals i pels contraforts, que són rematats per mitjà d'unes gàrgoles de tradició gòtica -de formes animals i humanes- que donen a l'exterior. La coberta de la nau ha estat resolta per mitjà d'una fórmula típica del gòtic: la volta de creueria. Els arcs del sostre formen un esquelet de nervis, que conflueixen en diferents elements esfèrics, les claus, on hi ha esculpides diverses figures de sants. Els arcs de la volta descansen sobre pilastres d'estètica italianitzant, rematades per una galeria d'arcades -anomenada trifori- i una cornisa. Un absis de planta quadrangular tanca l'extrem de la nau. Aquest espai, on hi ha situat l'altar major, és cobert per una volta en forma d'estrella, en què les claus representen la Mare de Déu, al centre, i els evangelistes, als costats.

### Capelles laterals

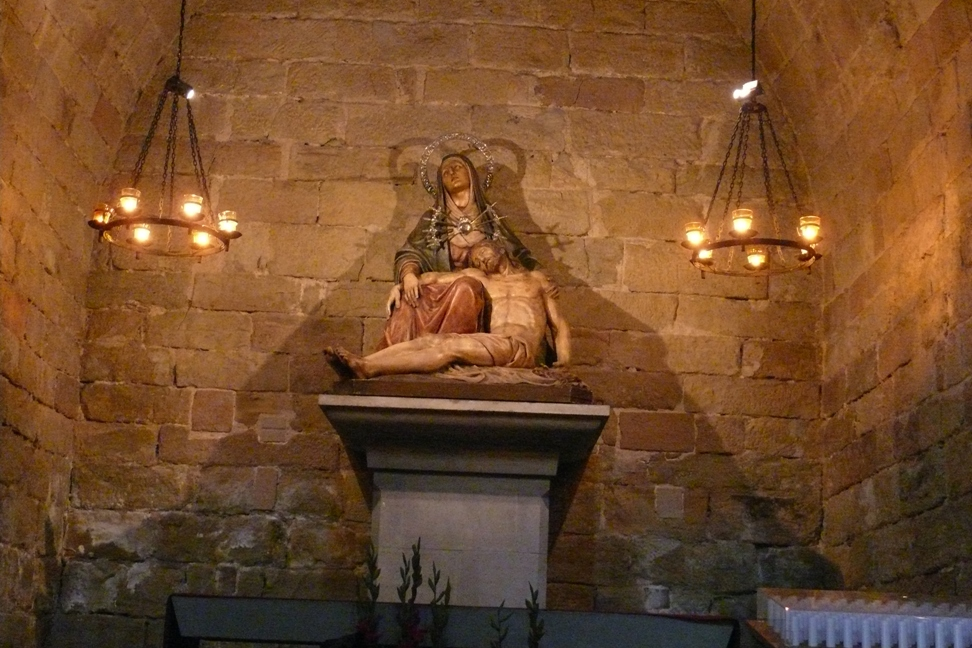
Altar de la Mare de Déu dels Dolors

Per ambdós costats, la nau de Santa Maria és flanquejada per un total de dotze capelles. Malgrat l'estètica barroca, la decoració d'algunes d'aquestes capelles és relativament recent, ja que van ser fetes després de la guerra civil per mitjà de les aportacions de gremis locals. En són un exemple els altars de sant Antoni Abat (patró dels traginers), sant Isidre (patró del pagesos), sant Antoni de Pàdua (patró dels blanquers), sant Cristòfol (patró dels automobilistes) i sant Antoni Maria Claret (patró dels teixidors). Sota el campanar, cobert per un arc ogival, hi ha l'altar de la Mare de Déu dels Dolors; és considerada la part més antiga de l'església i correspondria a un eixamplament de l'antiga capella romànica, realitzat al segle xiv.

### Capella del Sant Crist

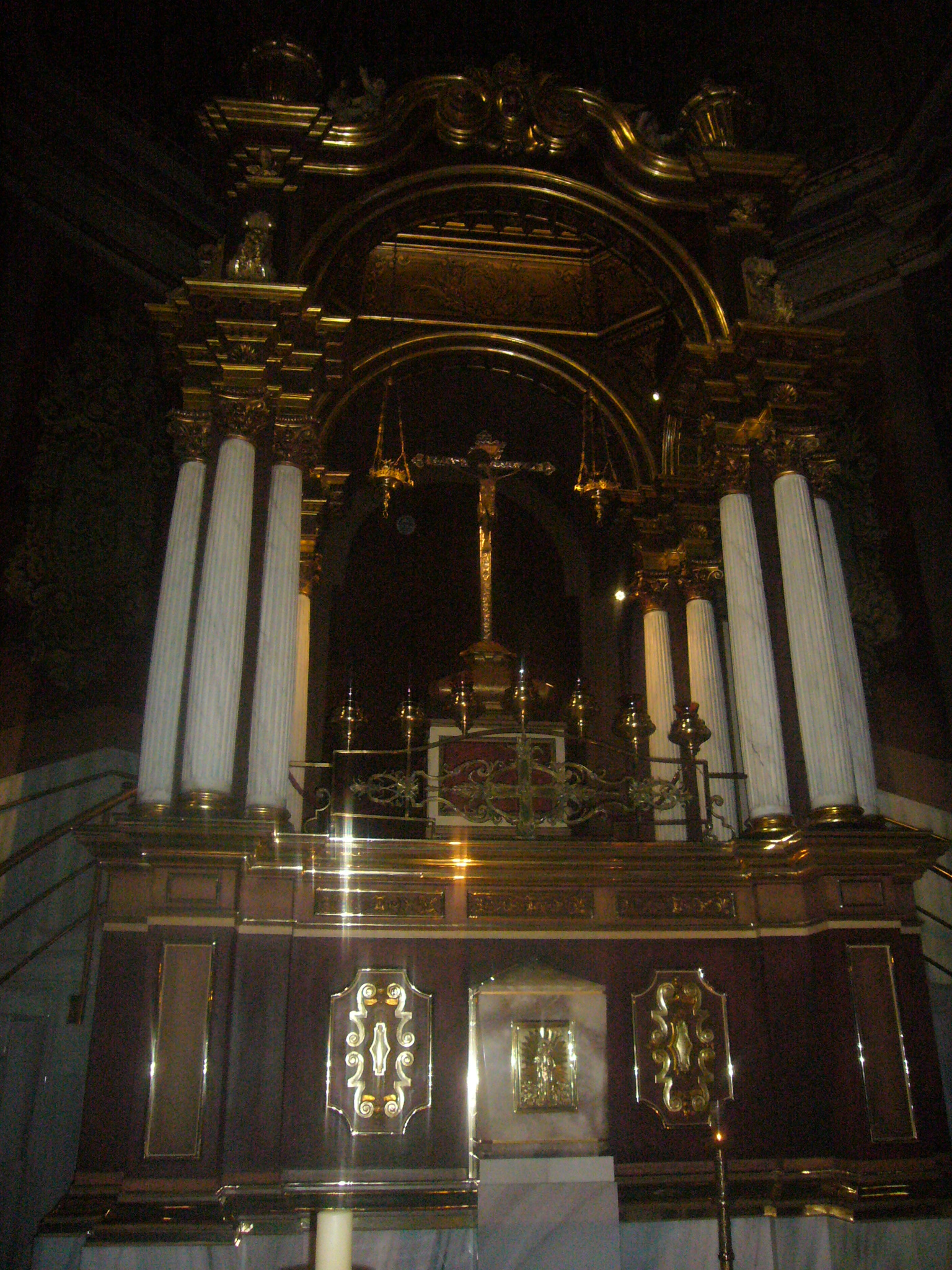
Capella del Sant Crist

Un dels elements diferencials de Santa Maria és la capella del Santíssim i del Sant Crist. L'edificació, d'estil barroc, va ser construïda entre 1702 i 1733 i ocupa un annex del costat esquerre de la nau, al costat del campanar. Es tracta d'un edifici de planta de creu llatina. La cúpula semiesfèrica que el cobreix és sostinguda per quatre parells de pilastres. L'interior és decorat amb pintures de Francesc Tremulles de 1752 representant la Santíssima Trinitat i santa Maria. A les petxines que hi ha sota la cúpula, aquesta decoració és completada per les figures dels evangelistes, pintats per Miquel Llacuna. Pel que fa a l'exterior, la cúpula és recoberta amb un cimbori octogonal. A l'absis hi ha el retaule amb la imatge del Sant Crist d'Igualada, que és una reproducció d'una talla gòtica del segle xiv, que va desaparèixer per la guerra civil. Dos murals pintats per Francesc Camps Dalmases evoquen el prodigi de la suor de sang del Sant Crist d'Igualada, que segons la tradició es remunta al 1590.

### Retaule de l'altar major

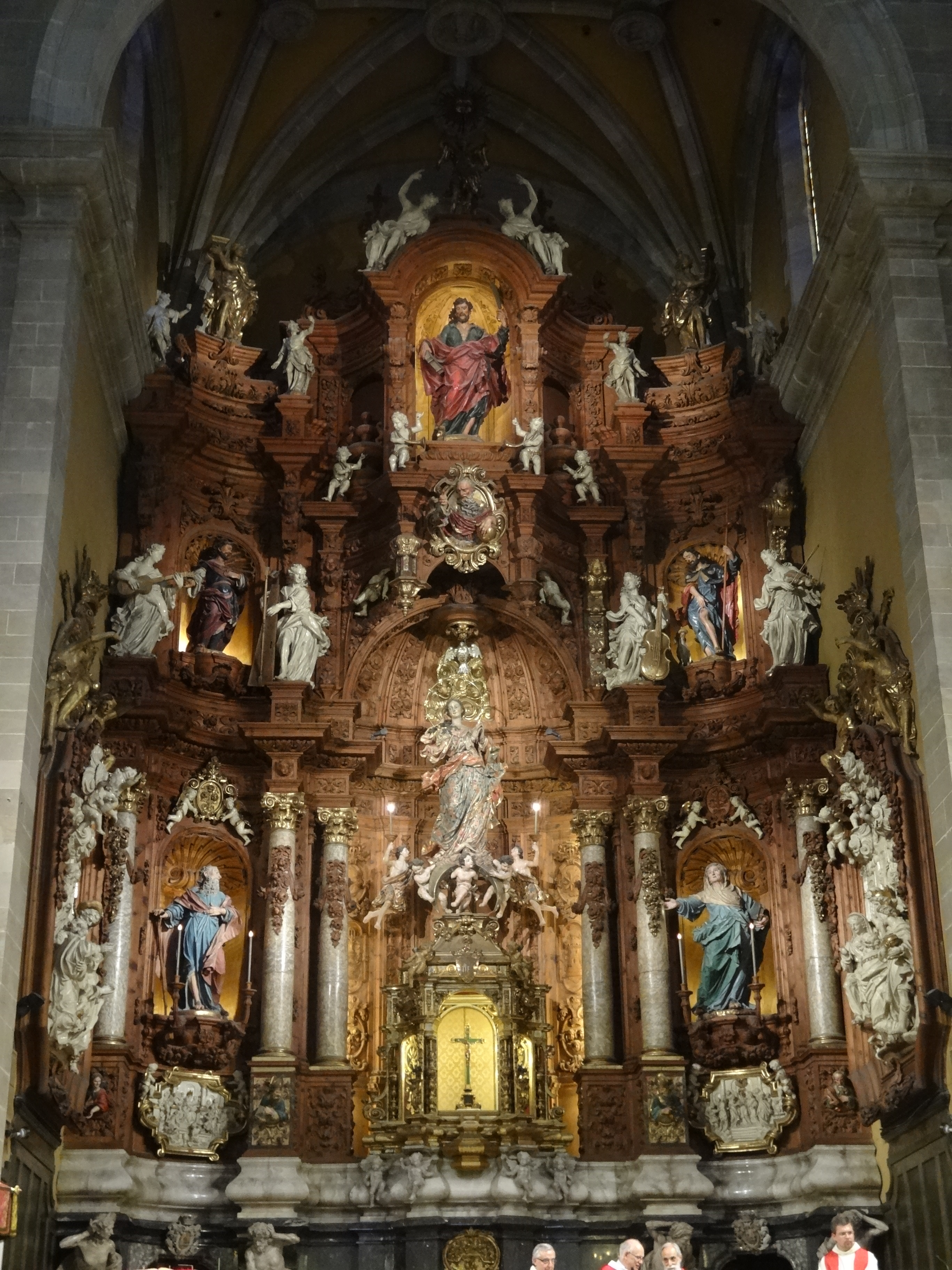
Retaule de l'altar major.

És, juntament amb la capella del Sant Crist, l'element més representatiu de Santa Maria. Tot i que se'n va iniciar la construcció en començar el segle xviii, l'obra no va quedar enllestida fins al final de la centúria, a causa de la Guerra de successió. Aquest retard va fer que l'estètica barroca del projecte inicial fos compensada per un cert classicisme en l'execució final. El retaule és obra de Jacint Morató i Josep Sunyer. Per la guerra civil va ser desmuntat i parcialment destruït. Acabat el conflicte, va ser reconstruït sota la direcció de Cèsar Martinell i amb l'ajut d'un llegat de l'industrial Artur Garcia Fossas. L'última restauració de Santa Maria, en la dècada de 1980, va tenir com a resultat una nova intervenció sobre el retaule. Considerat la primera gran obra de l'art català realitzada després de la guerra de successió, el retaule de Santa Maria consta de tres nivells clarament diferenciats. Al centre, és presidit per la figura de la Immaculada Concepció que, portada per uns àngels, és situada dins una fornícula. Pels costats, la marededéu és flanquejada per les figures dels seus pares, sant Joaquim i santa Anna, sota les quals hi ha uns medallons que representen dos passatges de la vida de la Verge: les noces i la presentació. La imatge de la Verge és coronada per un colom que representa l'Esperit Sant, damunt el qual hi ha un medalló amb el Pare Etern. Al segon pis del retaule destaquen les imatges de sant Faust i sant Roc, vinculats al devocionari tradicional d'Igualada. Ambdues figures són flanquejades per quatre àngels músics, propis de la imatgeria barroca. Entre ells, el que toca la guitarra és considerat un exemplar gairebé únic en la iconografia religiosa de l'època. Al pis superior, el retaule és culminat per la figura de sant Bartomeu apòstol, patró d'Igualada, el Sol i les portes de Jerusalem. Simbòlicament, tot aquest conjunt és sostingut a la part inferior per quatre atlants de marbre, que representen les diferents estacions de l'any. A les parets laterals hi ha dos plafons escultòrics, coronats per l'escut de la ciutat, que representen l'epifania i l'adoració dels pastors.

### Orgue
L'orgue és emplaçat al cor de l'església, sota la rosassa de la façana. Va ser construït a mitjan segle xviii per Antoni Boscà. Per la guerra civil va ser traslladar al convent de les Escolàpies, convertit en sala de concerts. El 1980 va ser restaurat sota la direcció del mestre orguener Gerhard Grenzing. Se'l considera un dels més notables de Catalunya, motiu pel qual cada any la basílica de Santa Maria acull un festival internacional d'orgue.

### Campanar i Campanes

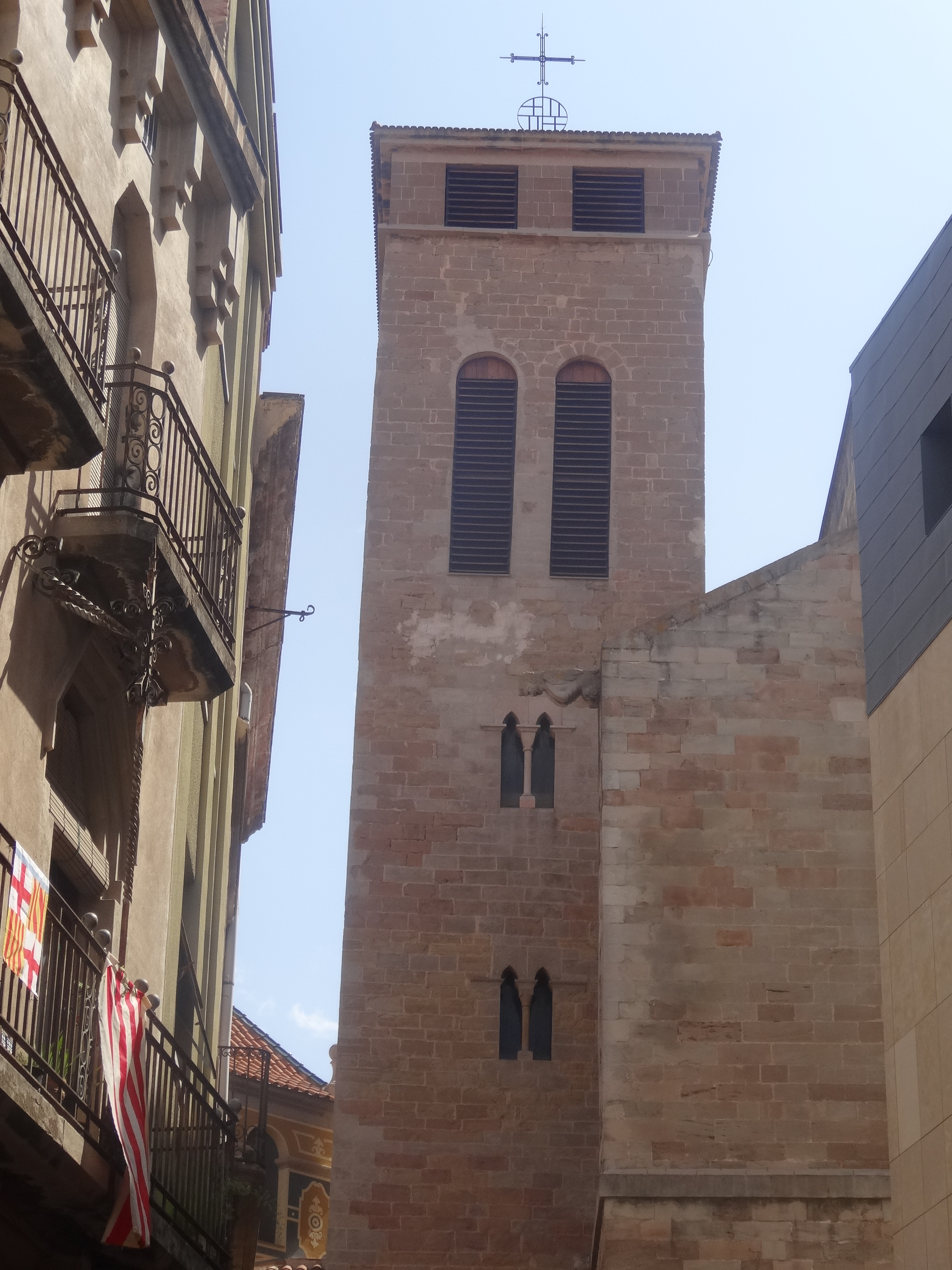
Campanar vist des de la plaça de l'Ajuntament

Correspon a l'etapa gòtica de Santa Maria i va ser construït al segle xvi. D'estètica austera, té com a elements decoratius els finestrals del cos superior i unes petites finestres coronelles. És de secció quadrangular i cobert a quatre vessants. Té set campanes, sis de les quals, foses a la casa d'Albert Bachert a Alemanya, hi van ser instal·lades el 1990, beneïdes pel bisbe Josep Maria Guix. Aquestes campanes emeten un acord pentatònic amb novena en la tonalitat de Si Major. La darrera campana data del 1950 i actualment no s'utilitza. Al cor del temple hi ha exposada una altra campana del segle xiv.
| Nom/s                     | Fonedor                   | Any  | Boca (cm) | Massa (kg) | Afinació |
| ------------------------- | ------------------------- | ---- | --------- | ---------- | -------- |
| Reina de la Pau           | Albert Bachert (Alemanya) | 1990 | 77        | 310        | Do# 4    |
| Sant Miquel Arcàngel      | Albert Bachert (Alemanya) | 1990 | 88        | 454        | Si 3     |
| Sant Bartomeu             | Albert Bachert (Alemanya) | 1990 | 105       | 801        | Sol# 3   |
| Mare de Déu de la Pietat  | Albert Bachert (Alemanya) | 1990 | 119       | 1256       | Fa# 3    |
| Sant Crist d'Igualada     | Albert Bachert (Alemanya) | 1990 | 143       | 2178       | Re# 3    |
| Santa Maria               | Albert Bachert (Alemanya) | 1990 | 169       | 2980       | Si 2     |
| Francesca, Aleix i Amadeu | Viuda de Múrua (Vitòria)  | 1950 | 100       | 750        | Fa# 3    |
| Campana Gòtica            | ?                         | XIV  | ?         | ?          | ?        |

### Altres elements
Entre els atlants que sostenen el retaule de l'altar major hi ha les dues entrades de les sagristies, damunt de cada una de les quals figura l'escut de la ciutat. Entrant a mà dreta, a la primera capella lateral hi ha un quadre al·legòric de Segimon Ribó, que representa la suor de sang del Sant Crist d'Igualada. El baptisteri, d'estètica modernista, és obra de 1904 d'Ignasi Colomer i es troba a l'esquerra de l'entrada. La cripta, situada sota el presbiteri, va ser construïda després de la guerra civil, a partir d'un projecte de Cèsar Martinell. A la façana de l'església hi ha dues plaques que commemoren la participació del sometent igualadí a la batalla del Bruc.
La barreja d'elements que integren Santa Maria és fruit de les diverses etapes constructives que s'hi han succeït i també és conseqüència dels avatars històrics. Per tot plegat, visitar la basílica és com fer un recorregut per la història d'Igualada i per la història de l'art.

### Exposició
"Fulgentia" és l'exposició permanent d'art sacre creada a la basílica de Santa Maria d'Igualada. Se situa en dos espais: la part visitable està a la galeria esquerra del trifori de l'església on s'exposen unes 70 peces, i el magatzem està en un espai no visitable, prop de la sagristia. S'accedeix a l'exposició per les escales del cor o per un ascensor. Algunes de les peces figuren entre les millors obres de l'orfebreria catalana.

## Història

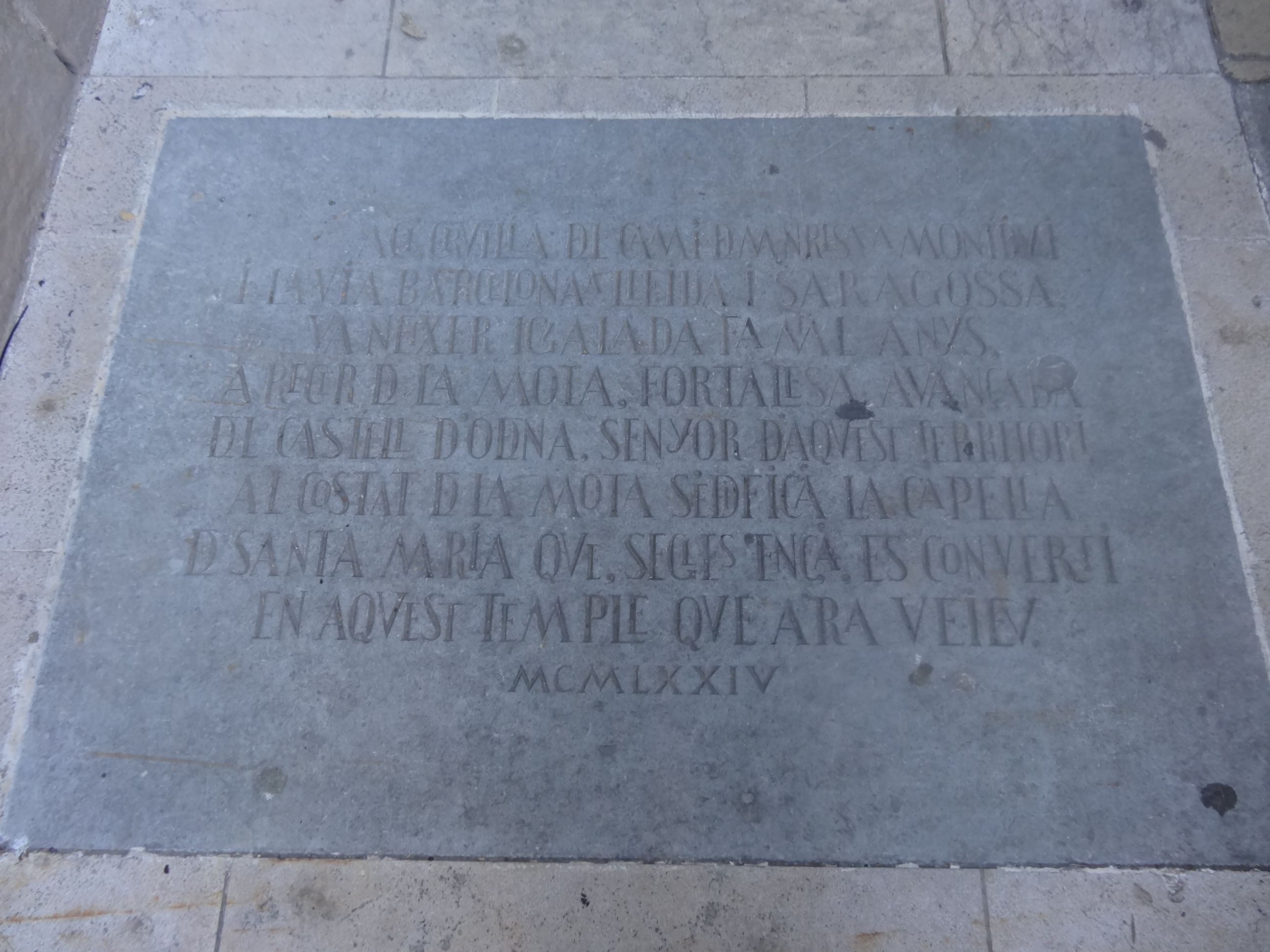
Placa commemorativa al paviment de la plaça Pius XII recordant el naixement de la primera capella.

L'església ocupa el solar de la primitiva d'estil romànic, documentada des de l'any 1003. Altres fonts indiquen que des de desembre de l'any 1002 està documentada la primera capella, sota l'advocació de santa Maria i sant Pere, i depenent de la parròquia d'Òdena. Aquesta església, junt amb una petita mota fortificada, es va aixecar al peu de l'antic camí ral d'Aragó, en un petit alou o domini del monestir de Sant Cugat del Vallès.
Fou consagrada, pròpiament ja com a parròquia, l'any 1058 pel bisbe de Vic Guillem i altra vegada el 1087 pel bisbe Berenguer. Això fou indici del naixement i creixement del primitiu nucli de poblament, convertit en una parròquia i des del 1233 en una vila reial. El creixement de la població feu ampliar l'església amb capelles i annexos gòtics vers el 1365, fins que s'imposà la construcció d'un nou edifici que es va començar l'any 1617 i es va anar construint a partir del presbiteri per etapes, demolint l'obra antiga a mesura que avançava la nova. Les obres es van fer segons projecte de l'arquitecte Pere Blai i construcció a càrrec dels mestres d'obres Rafael Plançó i Pau Ginestar. De les estructures antigues en resten una capella gòtica i la base del campanar. L'obra més destacable del seu interior és el Retaule Major, dissenyat per Jacint Morató i esculpit per Josep Sunyer.
L'obra es va completar a finals del segle xvii. La capella del Santíssim i del Sant Crist es va construir entre 1702 i 1733, i el retaule major entre 1718 i 1747. L'any 1835 la parròquia va acollir la imatge de la Mare de Déu de la Pietat, procedent del Convent de Sant Agustí d'Igualada. L'any 1890 l'església de Santa Maria va ser consagrada de nou, pel bisbe de Vic Josep Morgades.
L'església fou convertida en garatge i en mercat municipal durant la guerra civil espanyola. El retaule major va ser desmuntat i les seves parts més importants es van guardar a l'església del Roser, convertida en dipòsit provisional del que es pretenia fos la llavor d'un futur Museu del Poble. L'església de Santa Maria va ser restaurada després del conflicte, sota la direcció de l'arquitecte Cèsar Martinell i la supervisió del mossèn arxipreste Amadeu Amenós i Roca. El 18 de gener de 1949 Santa Maria va obtenir de Pius XII el títol de basílica menor. En la dècada de 1980 se'n va portar a terme la darrera reforma, que va ser inaugurada el 1990. L'agost de 2015 es va recuperar la porta lateral, que antigament era el portal principal del temple i que havia quedat tapiat després de la guerra civil, al carrer de Santa Maria. Per reobrir aquest accés lateral es traslladà la capella dedicada a Sant Ignasi, que ocupava la part interior. L'espai es transformà en un cancell, i s'hi instal·là una miniatura en fusta del retaule major, elaborada en la dècada de 1940 i posteriorment restaurada.

## Galeria

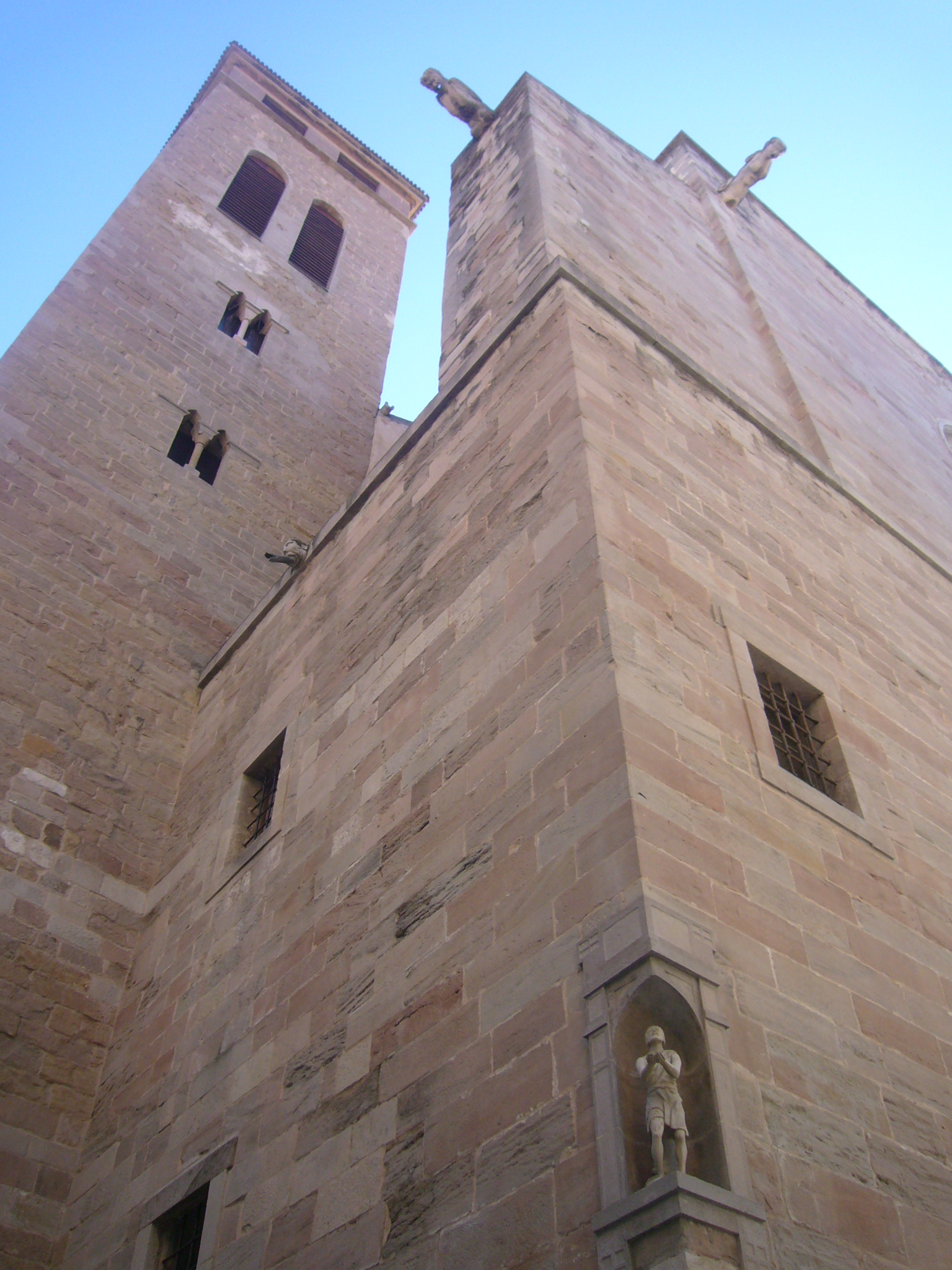
Vista des del carrer del Born
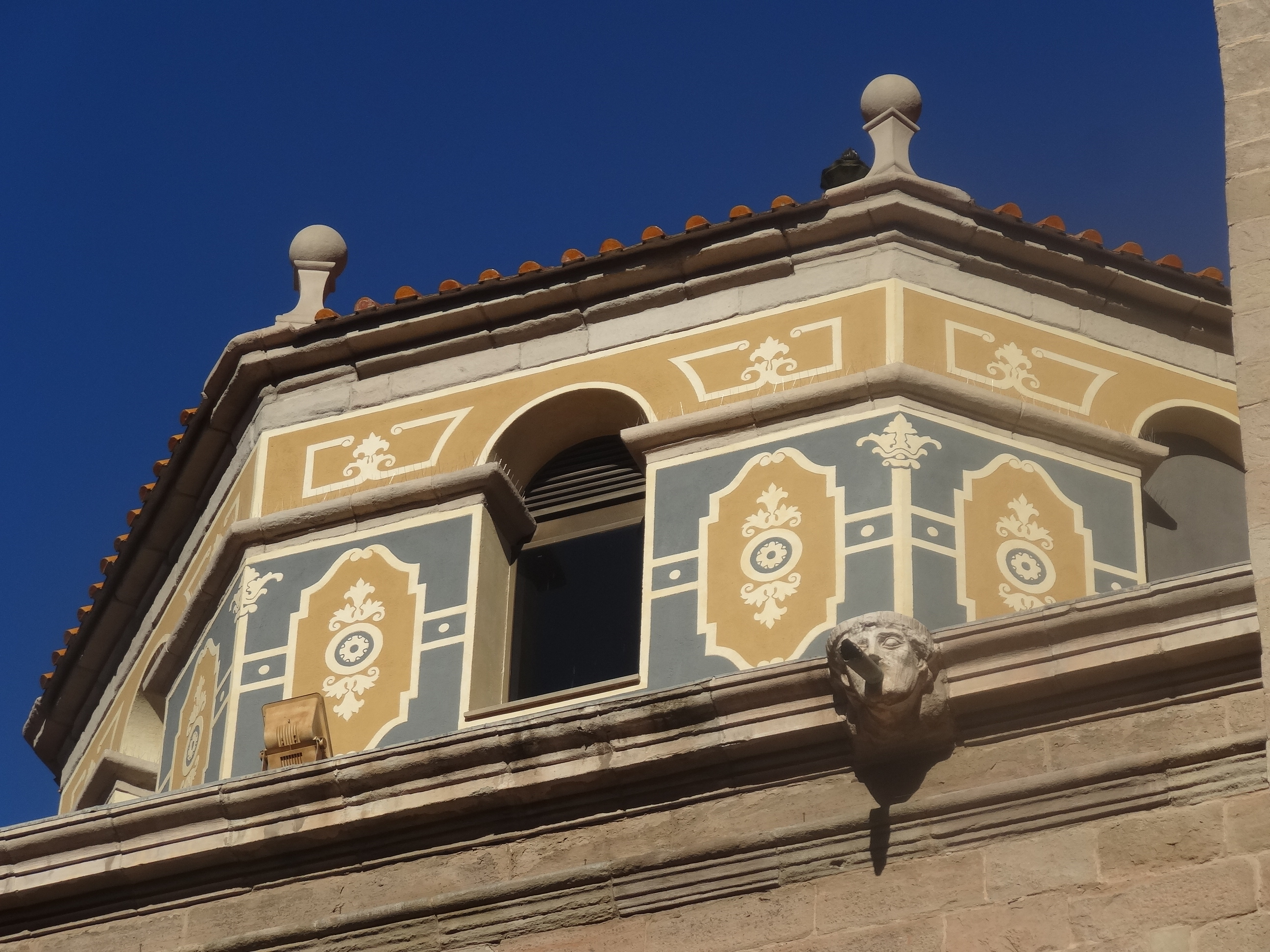
Cimbori octogonal de la Capella del Sant Crist
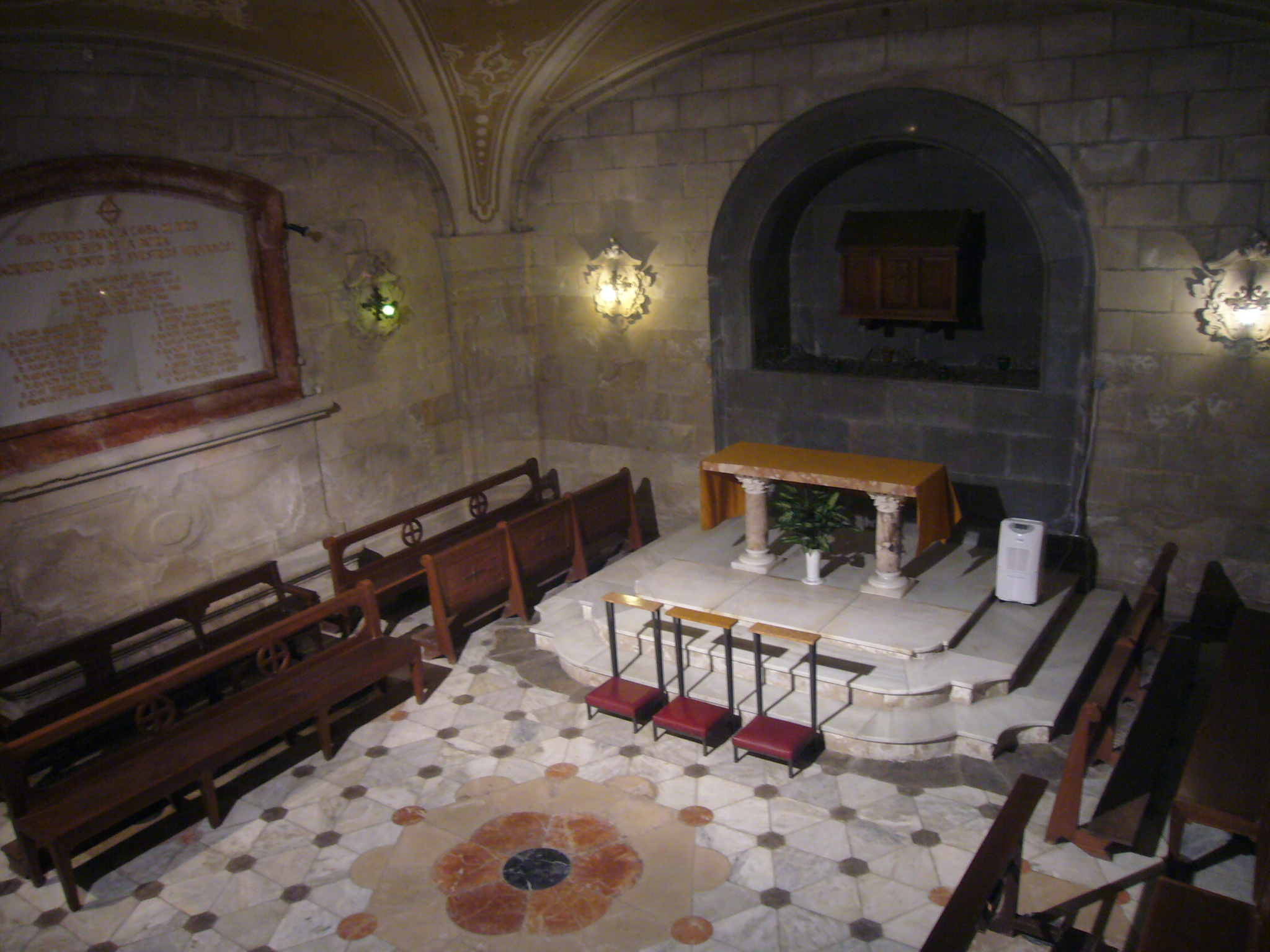
Cripta
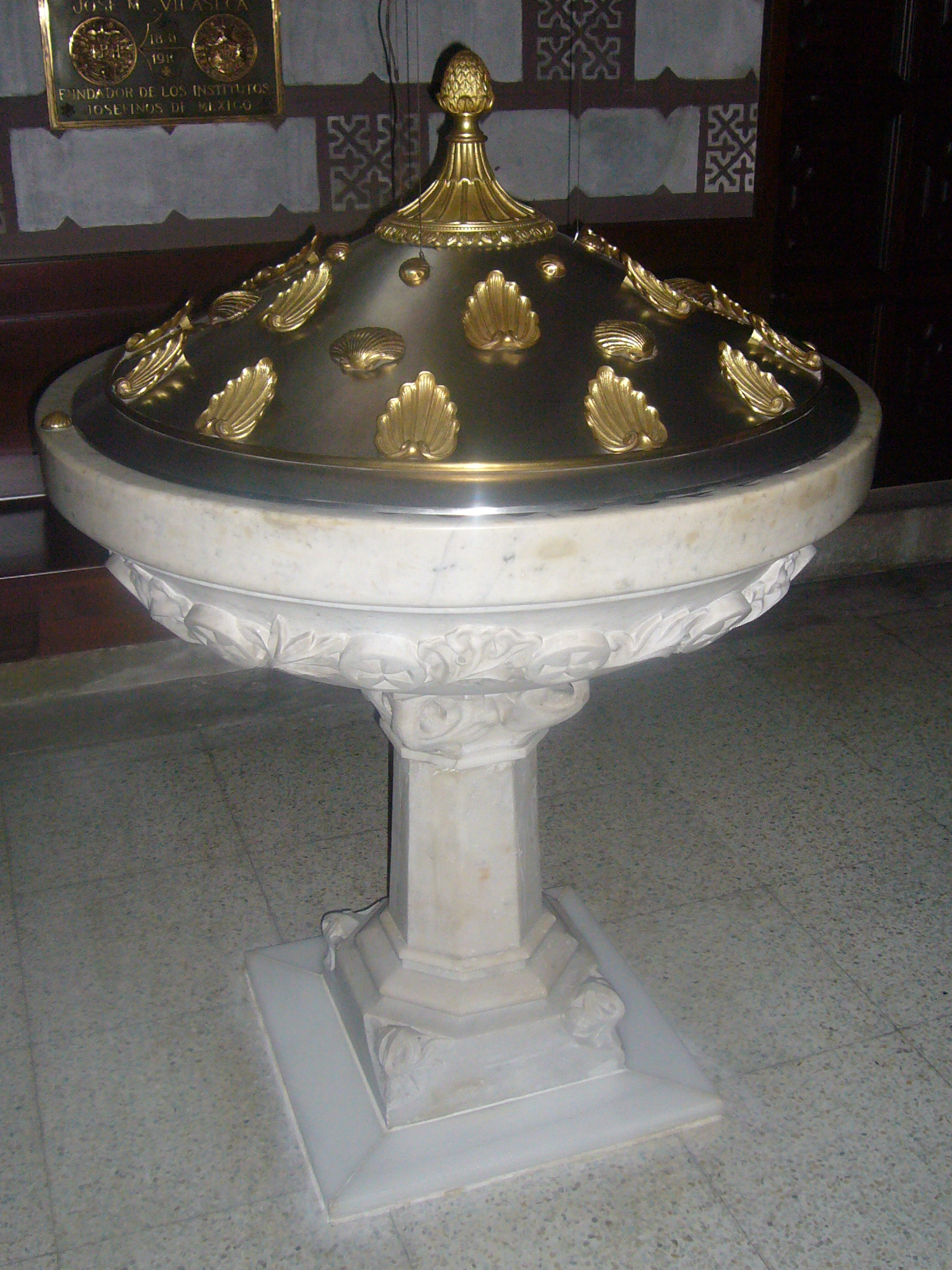
Baptisteri modernista, obra d'Ignasi Colomer i Oms (1904)
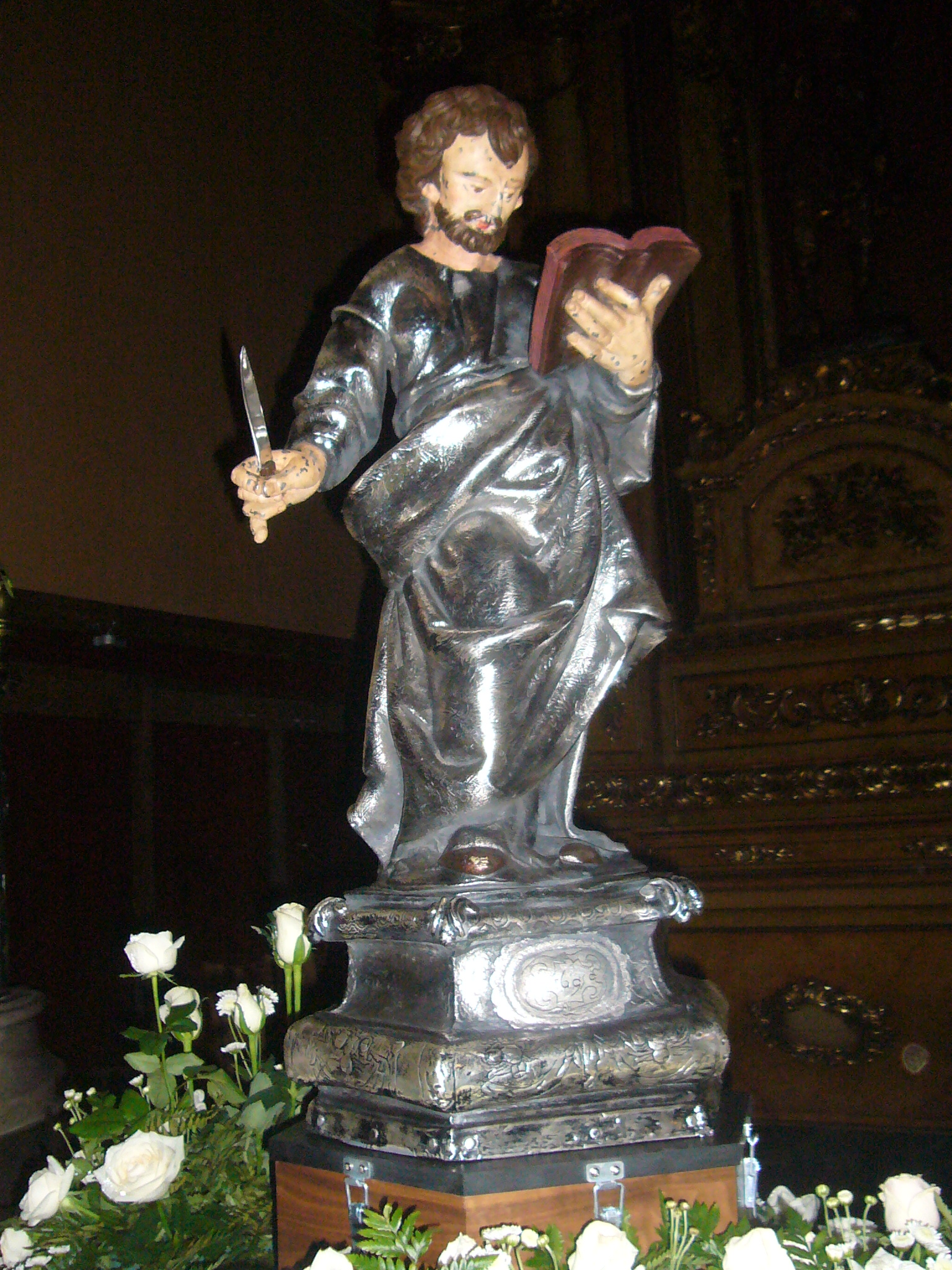
Figura de sant Bartomeu
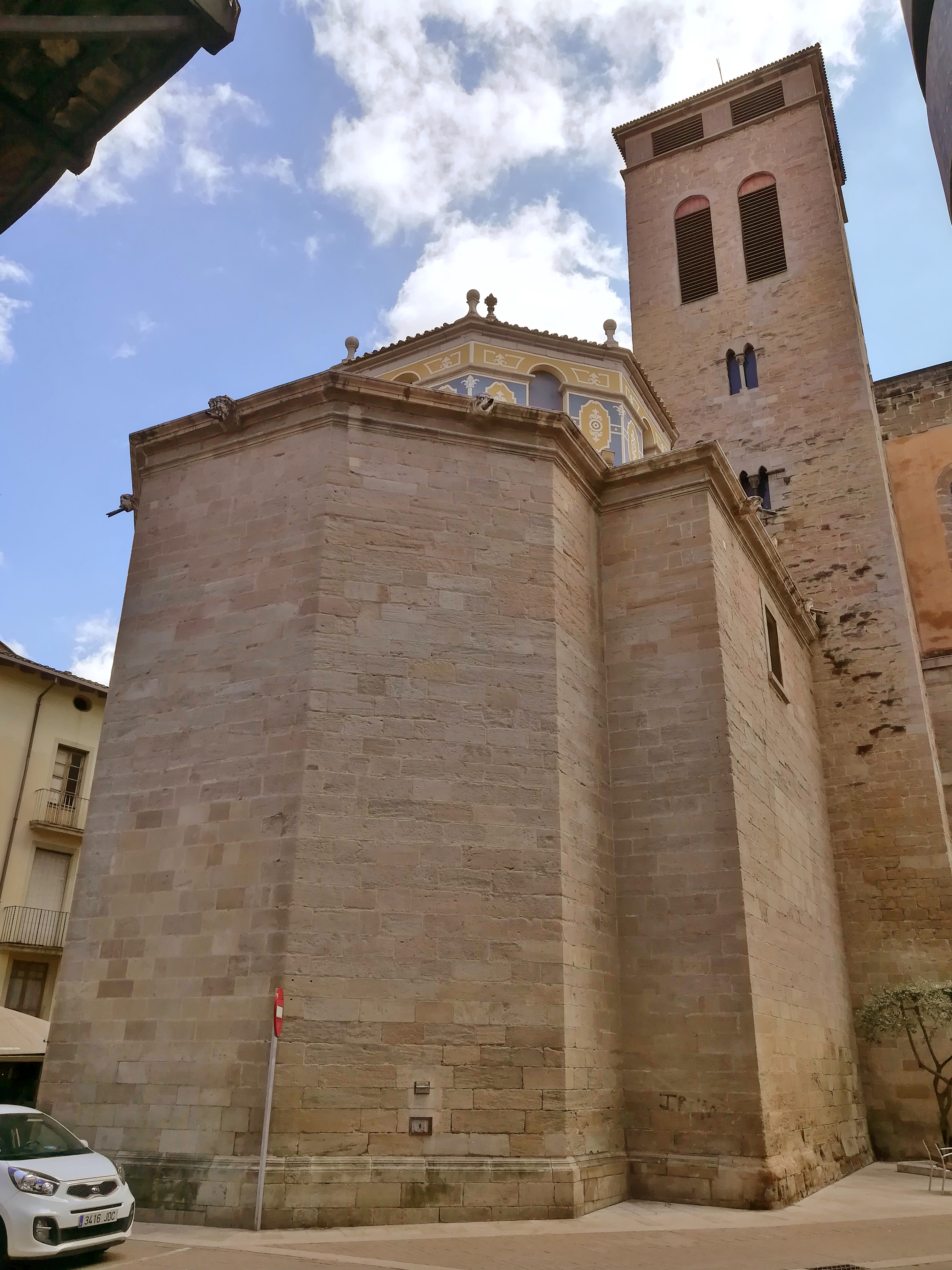
Absis i campanar
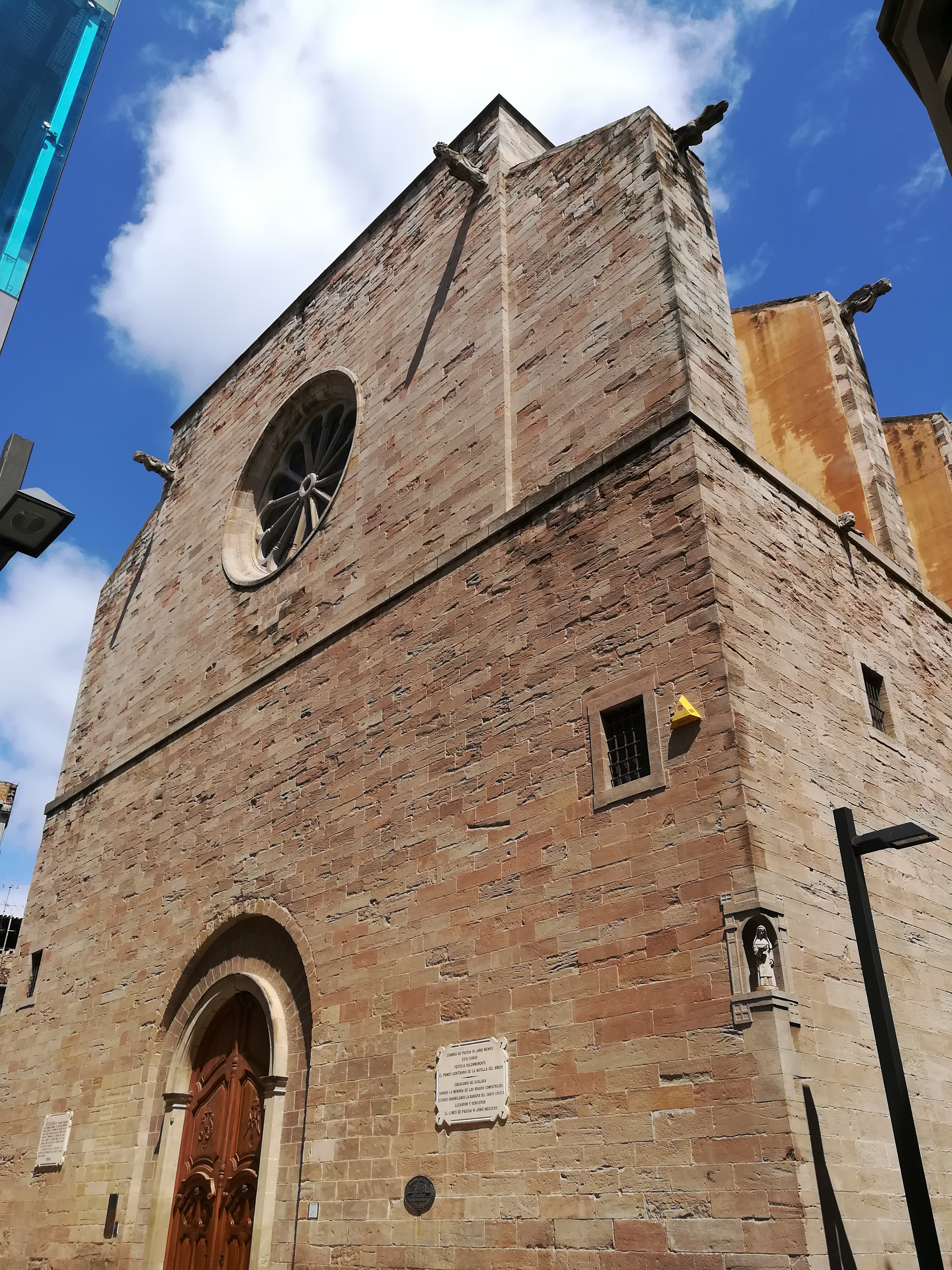
Façana